# Prokonsul
Prokonsul (łac. proconsul) – tytuł nadawany w starożytnym Rzymie od I w. p.n.e. konsulom po zakończeniu kadencji. 
Związany był z równoczesnym powierzeniem funkcji zarządu senackich prowincji konsularnych, co łączyło się z szerokimi uprawnieniami administracyjnymi, wojskowymi i jurysdykcyjnymi. Namiestnictwo prowincji wiązało się również z dużymi dochodami dla prokonsula, co pozwalało na zwrot z nawiązką wydatków związanych z wyborem i pełnieniem obowiązków konsula, który to urząd sprawowano w ramach służby publicznej (tzn. konsul nie pobierał wynagrodzenia). Zasadniczo prokonsulat trwał rok, jednak były przypadki jego przedłużenia. Na przykład Pompejuszowi w celu zwalczania korsarzy przedłużono ten urząd bezterminowo, zaś Juliuszowi Cezarowi powierzono na 4,5 roku. Atrybutami prokonsula było dwunastu liktorów, toga z szerokim purpurowym szlakiem, krzesło kurulne, poza obrębem Rzymu w wiązkę rózeg (fasces) wtykano topory (secures).